# Christophe Lambert (voetballer)
Christophe Lambert (Nidwalden, 23 februari 1987) is een Zwitsers voetballer (verdediger) die sinds 2004 voor de Zwitserse eersteklasser FC Luzern uitkomt. 
Lambert speelde sinds 2007 in totaal zeven wedstrijden voor de U-21 van Zwitserland.